# Lijst van alumni van de Technische Universiteit Delft
De volgende personen zijn alumni van de Technische Universiteit Delft:

## A
- Herman Adhin
- Willem Albarda
- Arthur Aronsohn
- Dirk Lucas Asjes
- Ronald Assen

## B
- Hendrik August van Baak
- Lourens Baas Becking
- Henk Badings
- Albert Gillis von Baumhauer
- Carel de Beer
- Martinus Beijerinck
- Jan van Bemmel
- Rein van Bemmelen
- Jan Benthem
- Berend Willem Berenschot
- Lodewijk van den Berg
- Maria Elisabeth Bes
- Ben van Beurden
- Tammo Jacob Bezemer
- Marten Bierman
- Cornelis Lodewijk van der Bilt
- Aquasi Boachi
- Kees Boeke
- Constant Botter
- Raoul Boucke
- Mike Brahim
- Simon de Bree
- Paul Briët
- Hendrik Albertus Brouwer
- Frans Brugman
- Pi de Bruijn
- Jan Buijs
- Bernard Bijvoet

## C
- Henri Christiaans
- Joachim Coens
- Anton Colijn
- Tijo Collot d'Escury
- Jan Coops
- Dirk Coster
- Antoon Croonen
- Mels Crouwel

## D
- Gunnar Daan
- Tom Degenaars
- Henk Deinum
- Bernard Dijkhuizen
- Wim Dik
- Frits van Dongen (architect)
- Cees Douma
- Jean Jacques Dozy
- Jan Meijer Drees
- Jan Duiker
- Hans van Duivendijk

## E
- Mick Eekhout
- Erick van Egeraat
- Gerritjan Eggenkamp
- Alfred Eikelenboom
- Ferdi Elsas
- Sam van Embden
- Michiel van Erp (regisseur)
- Maurits Cornelis Escher
- Henk Etienne
- Stephanus Gerhard Everts

## F
- Louis Jean Marie Feber
- Frits Fentener van Vlissingen (1933)
- Robert Forbes
- Joseph Franssen
- Gijsbert Friedhoff
- Frits Frijmersum

## G
- Koen van der Gaast
- Karien van Gennip
- Rik Geuns
- Hans de Goeij
- Vincent Willem van Gogh
- Hugo Goossen
- Rudy Goossen
- Frans Ghijsels
- Jan van der Graaf
- Rik Grashoff

## H
- Jaap Haartsen
- Wander de Haas
- Pieter Leonard Hazelzet
- Hans van Heeswijk
- Paul Hekkert
- Hubert-Jan Henket
- Herman Hertzberger
- Enric Hessing
- Tjeerd Hoek
- Jacobus van 't Hoff
- Pieter Hofstra
- Adrianus de Hoop
- Frans den Hollander
- Alexandre Horowitz
- Willem Hupkes (Nederlandse Spoorwegen)
- Ernst Hijmans

## I
- Gerrit van Iterson

## J
- Frederik Bernard s'Jacob
- Hans Janmaat
- Pieter Philippus Jansen
- Theo Jansen
- Gied Joosten
- Taeke M. de Jong
- Christian Jongeneel
- Paul Josso

## K
- Jacob Adriaan Kalff
- Louis Kalff
- Dolph Kessler
- Niek Ketting
- Abdul Qadir Khan
- Marten Klasema
- Ekke Kleima
- Ger Klein
- Maarten Kloos
- W.B. Kloos
- Siewert de Koe
- Warner T. Koiter
- Bernardus Joannes Koldewey
- Teun Koolhaas
- Marjolein Koopman-Krijt
- Bouke van der Kooij
- Roland Kortenhorst
- Nic Kramer
- Jean Krans
- Jakob Kraus
- Frederik H. Kreuger
- Gertjan Kroon
- Jaap Kroonenburg
- Joanneke Kruijsen
- Ada Kuiper-Struyk
- Georg Rudolph Wolter Kymmell (1930)

## L
- Hans van der Laan
- Leo van der Laan
- Nico van der Laan
- Matthyas het Lam
- Jan Willem Hugo Lambach
- Lambertus Hendrik de Langen
- Jean Leering
- Daniel Pieter Ross van Lennep
- Cornelis Lely
- Walter Lewin
- Klaar van der Lippe
- Johannes Bernardus van Loghem
- Pit van Loo
- Johan Marie Louwerse
- Huib Luns

## M
- Winy Maas
- Eduard Louis Mackor
- Henri Maclaine Pont
- Pierre Malotaux
- Jos Margry
- Steven Martina
- Simon van der Meer
- Bert Meerstadt
- Felix Vening Meinesz
- Herman Meijer (politicus)
- Wieger Mensonides
- Simon Middelhoek
- Marinus Jan Granpré Molière
- Tony Monsanto
- Willem Pahud de Mortanges
- Tonie Mudde
- Ko Mulder
- Robert Rudolph Lodewijk de Muralt
- Anton Mussert
- Bram Moolenaar

## N
- Siegfried Nassuth
- Lambertus Neher
- Maurice Nio (bouwkunde)
- Willem Jan Neutelings
- Ferdinand Jacob Nieuwenhuis

## O
- Friedrich Ohmann
- Palmyre Oomen
- Friso van Oranje-Nassau van Amsberg
- Frans Otten
- Ralph Otten
- Jacobus Johannes Pieter Oud
- Hans van Overbeeke

## P
- Frits Peutz
- Jan Pesman
- Frits Philips
- Gerard Philips
- Roel Pieper
- Willem van der Poel
- Frank Pont
- Balthasar van der Pol
- Dirk Jan Postel
- Klaas Posthumus
- Christiaan Posthumus Meyjes jr.
- Hugo Priemus
- Harry Prins

## R
- Saimin Redjosentono
- Herman te Riele
- Kees Rietema
- Paul du Rieu
- Jo Ritzen
- Joseph Leonardus Adriaan Maria van Roessel
- Alexander de Roo
- Hans Rookmaaker
- Dirk Roosenburg
- Clemens Roothaan
- Norbert Roozenburg
- Simon Rozendaal

## S
- Diederik Samsom
- Joost Schaberg
- Wim Schermerhorn
- Pieter Hendrik Schoute
- Jos Schmutzer
- Egbert Schuurman
- Hans Sens
- Pieter Feyo Onno Rembt Sickinghe
- Martin Sjardijn
- Sven Sjauw Koen Fa
- Henk Slebos
- Karel Sluijterman
- Ionica Smeets
- Marcel Smets
- Klaas Smit
- Paul Smits
- Ronald Snijders
- Gerardo Soto y Koelemeijer
- Fred van der Spek
- Lars Spuybroek
- Ad van der Steur
- Marcel Stive

## T
- Bernard Tellegen
- Tinus Tels
- Hans Teussink
- Jan Tillema
- Thies Timmermans
- Gerrit Trooster (wetenschapper)
- Cornelis van Traa
- Jan Tuijp

## V
- Johan van Veen
- Jeroen van der Veer
- Willem van der Vegte
- Jo Vegter
- Jan in 't Veld
- Arie Verkuijl
- Coen Vermeeren
- Lowie Vermeersch
- Fons Verheijen
- Bas van der Vlies
- Antoinette Vietsch
- Hans Visser
- Carel Visser
- Hessel Visser
- Willem Vrakking
- Herman Volbeda
- Paul Voorthuysen
- Ruud Vreeman
- Frits Vrijlandt
- Jan Vrijman (architect)

## W
- Leen van der Waal
- Theo van der Waerden
- Carel Weeber
- Adriaan Willem Weissman
- Peter Welleman
- Mom Wellenstein
- Rein Willems
- Carel Willink
- Johan Wilman
- Willem Gerrit Witteveen
- Nico Jan Wijsman
- Jaap Wolf
- Gerrit Wormmeester
- Ferdinand de Wijkerslooth de Weerdesteyn

## Y
- Laila Youssifou

## Z
- Pieter Zandbergen
- Herman Zanstra
- Tonny Zwollo